# Josep Pla-Narbona
Josep Pla-Narbona (Barcelona, 5 de febrer de 1928 - La Floresta, 13 de desembre de 2020) fou un dissenyador gràfic, pintor, dibuixant i escultor català. Durant tota la seva vida va compatibilitzar el treball en el disseny gràfic amb l'art. Va rebre la Creu de Sant Jordi l'any 2019.

## Biografia
Fou professor de Plàstica Publicitària (1961) a l'Escola Massana de Barcelona i soci fundador i primer president de Grafistas Agrupación FAD (ADG-FAD). Va promoure dintre de la junta la creació dels premis LAUS als quals ell va dotar d'aquest nom. El 1962 dissenyà el logotip i imatge de marca de Grafistes FAD (G-FAD).
Fou president d'Alliance Graphique Intenationale (AGI) a Espanya des de 1964 fins a 2009. Va promoure i organitzar el primer congrés d'AGI a l'estat, el 1971 a Barcelona.
Com a dissenyador gràfic publicà i va fer portades de revistes internacionals com la japonesa IDEA i les americanes Print i Graphis. Va il·lustrar obres de Salvador Espriu, J.V. Foix, Pere Calders, Rof Carballo, Dámaso Alonso, Pedro Salina i Camilo José Cela. Treballà per les editorials Destino, Alfaguara, Círculo de Lectores i Llibre de Sinera de la que va ser soci fundador. També, treballà com a il·lustrador per a la publicitat de la indústria farmacèutica.
El 1966, fou autor de la imatge de la capçalera del diari Tele/eXpres i, el 1969, va introduir el concepte innovador d'imatge d' empresa. Va fer un projecte pioner d'identitat corporativa per a l'empresa d'aparells d'alta fidelitat Indústries COSMO. Pel que fa a la investigació gràfica, els anuncis de COSMO, així com els que va dissenyar per als mitjons JORIGU, constitueixen un màxim exponent del seu surrealisme, incloent material fotogràfic.
Va col·laborar amb Ricard Salvat en l'escenografia i en la realització de cartells teatrals com Ronda de Mort a Sinera i Les Mosques, fent ús de taques negres, bé mitjançant contrastos entre forma i figura, o bé amb les qualitats matèriques del negre retallant o esquinçant papers.
Va col·laborar amb Joan Brossa dissenyant tant l'escultura del llagost de la façana del CAATEEB (1993) com el Monument al llibre/saltamartí del Gremi de Llibreters de Vell de Catalunya de Catalunya ubicat al Passeig de Gràcia – Gran Via.
Va participar en la col·lecció de cartells per els Jocs de la XXVa Olimpíada de Barcelona 1992.
Va exhibir a la 1ª Bienal Internacional de Cartells de Varsòvia, la inauguració de Lincoln Center i l'American Institute of Graphic Arts a Nova York, i a la Galeria Artis (UAM - Mèxic, 2005). El 1972 el seu treball va ser acceptat a la Col·lecció de Gravats del MOMA.
Des del 1975 es va dedicar majoritàriament a la pintura a l'oli que incorpora el color en tots els seus matisos mantenint molts els temes ja presents en la seva obra anterior, però evolucionats. Va fer una exposició antològica al Museu de Sant Cugat del Vallès el 2008 titulada L'eros primordial en l'obra de Pla-Narbona i la darrera al Centre d'Art Contemporani La Sala de Vilanova i la Geltrú el 2017.

Fou membre d'honor de l' Associació de Dissenyadors Professionals (ADP) i col·legiat d'honor del Col·legi Oficial de Disseny Gràfic de Catalunya.

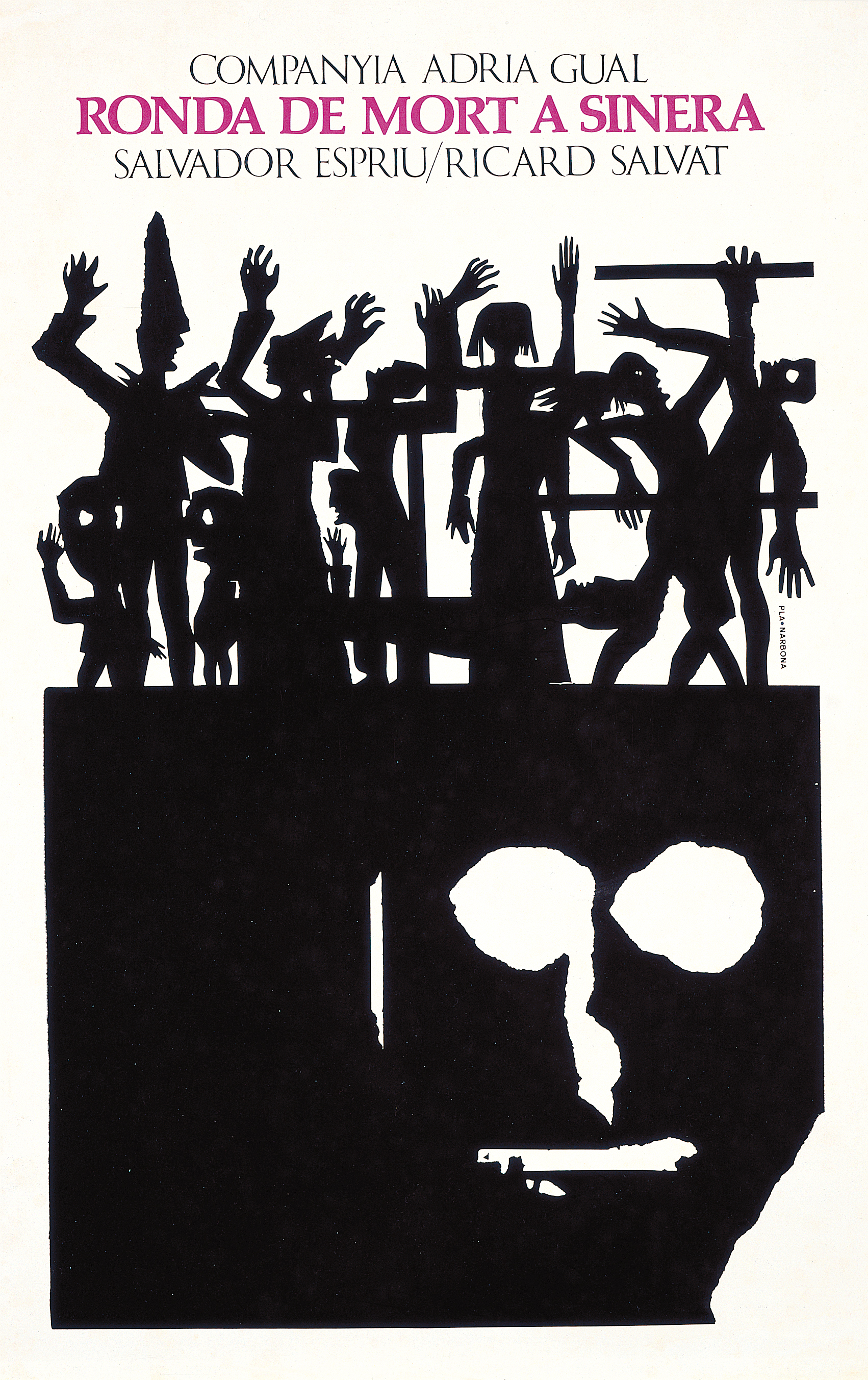
"Ronda de mort a Sinera" 1966

Va ser guardonat amb la Creu de Sant Jordi l'any 2019.

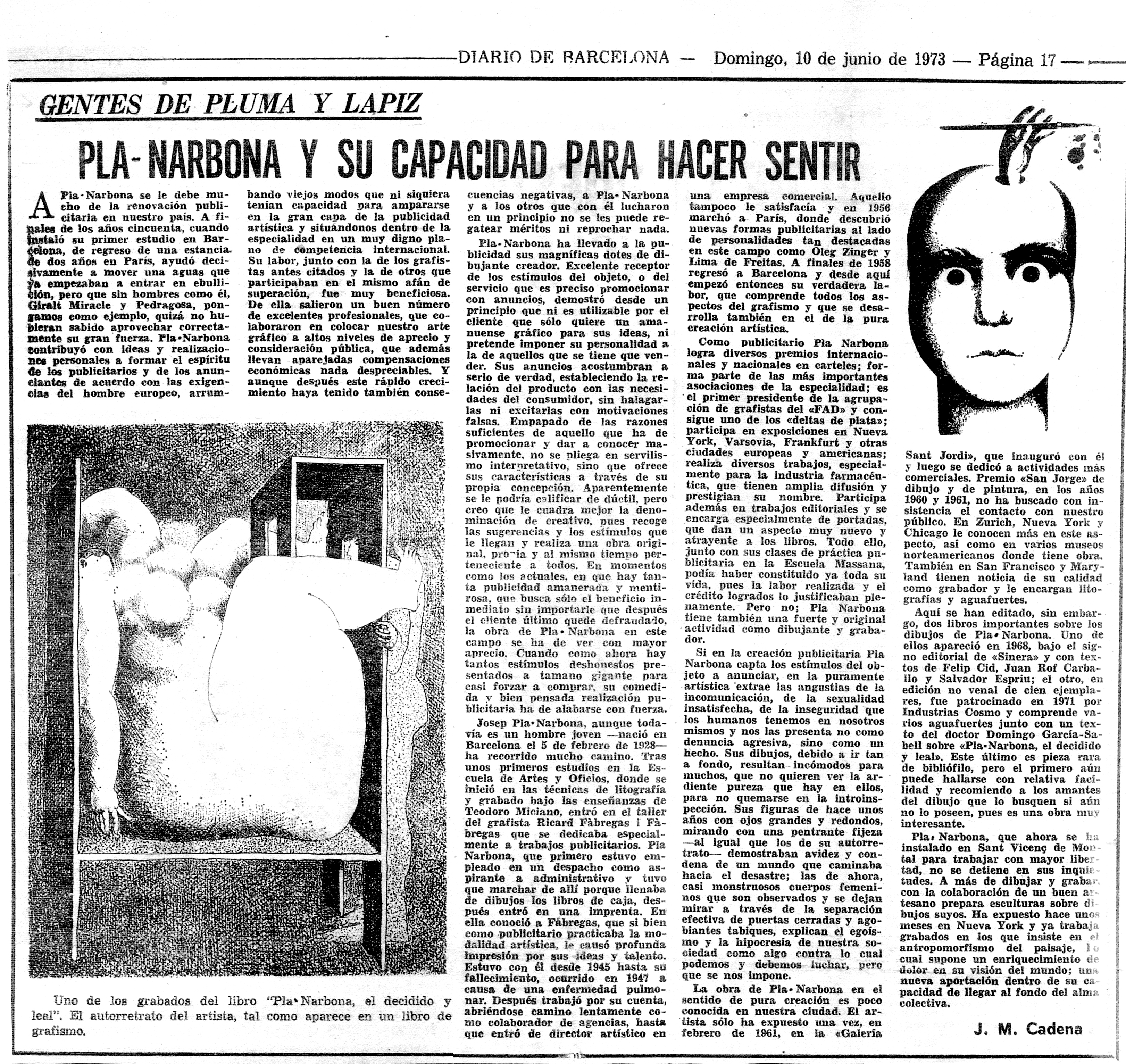
"Dibuixos, intuïcions i emocions" 1973 Diari de Barcelona

## Obra Creativa
Va començar la seva formació a l'escola d'Arts i Oficis de Barcelona (1945- 1948) i amb Ricard Fàbregas. Professionalment es dedicà al disseny gràfic. Treballa a París de l'any 1956 al 1958. En tornar de París aprengué les tècniques del gravat al Conservatori de les Arts del Llibre i amb Jaume Coscolla i Maria Josepa Colom. El 1962 va ampliar els seus estudis de tipografia a Zúric. Ha concorregut a exposicions a Nova York, Varsòvia, Frankfurt, Punta del Este, Girona, Manresa, Brno, Amsterdam, Stuttgart, Londres, Lausana, Jerusalem i Milà. Individualment ha exposat a Barcelona (1961, 1975, 1977, 1990 i 2002), Zúric (1964), Nova York (1969), la Haia (1972) i Chicago (1972) entre d'altres.
Té obres al Baltimore Museum of Art, al Muzeum Narodwe de Varsòvia i al Museum of Modern Art de Nova York. El 1966 fundà i dirigí la revista Azimut (1966) i ha publicat diversos treballs tècnics i teòrics. Ha il·lustrat, entre d'altres, obres d'Espriu, Josep Vicenç Foix i Mas, Jordi Sarsanedas, Felip Cid, Michaux, Argenté, Cela i Dámaso Alonso, i feu l'escenografia de Les Mosques de Sartre. Guanyà el premi Ynglada-Guillot de Barcelona (1976). Influït al principi pel virtuosisme de Hans Erni (murals per a la Casa Carlo Erba de Barcelona, 1961), evolucionà al marge de les modes i sense contacte amb marxants dins una concepció manierista de l'art, mai però patètica. En 1964-66 es desenvolupà la seva primera etapa plenament personal, en què les seves figures esdevenen ja fantàstiques.
En l'etapa següent (1967-69) la figura es deforma i es fragmenta, l'erotisme és més patent i la composició s'abarroca (sèrie Triumfalismes, 1969). Uns nous elements bàsics apareixen a continuació: les parets, que compartimenten, comuniquen o incomuniquen els seus éssers fantàstics i monstruosos (sèrie Crítica de la hipocresia, 1972). És en aquest moment quan les figures es fonen amb el paisatge (Paisatges antropomòrfics, 1972) i inicia paral·lelament la seva activitat com a escultor, on pot corporificar el seu antic tema de la màscara.
El que identifica millor l'obra de Josep-Narbona és la imatge. Constantment busca imatges fortament comunicatives i impactants que es comprenguin intel·lectualment però que també emocionin d'una forma profunda i immediata. Pertany a la generació coneguda com Los niños de la guerra i entre aquests nens, ell la va viure en primera persona afectant-li profundament. No era un gran estudiant però gràcies als seu dot per dibuixar es va incorporar al sector de les arts gràfiques com ajudant de litografia. Es va prendre molt seriosament la seva formació tècnica, va aprendre a preparar tintes, a imprimir cartells… i a poc a poc va anar coneixent els personatges que treballaven per les impremtes.
Molt aviat es va convertir en un professional. L'any 1962 ja feia quasi tretze anys que estava al front d'un estudi gràfic, era client de les impremtes i discutia el projectes directament amb els anunciants. Prèviament havia viatjat a París per formar-se com publicitari, però allà descobrí quelcom més que les últimes tendències del grafisme internacional. A París comprengué certes operacions metafòriques útils per construir noves imatges que servien com a finalitat artística del surrealisme, eren de la mateixa naturalesa constructiva i que eren emprades per expressar nous conceptes pels cartellistes més famosos del moment. Per a ell constituïen un procediment anunciatiu que li permetia construir imatges altament significatives i a la vegada molt sintètiques, clares i diferents. Per una altra banda, l'artista també estava molt evocat a la figuració.
Els anys compresos entre 1960-1975 van ser els millors de la seva carrera. Una època dedicada a la investigació sobre el disseny gràfic i els seus recursos expressius però sempre amb una finalitat: volia ser un d'aquells dissenyadors el qual la seva obra es reconegués sempre com seva encara que no porti la seva firma. Pla- Narbona es va consagrar a la construcció de la seva personalitat gràfica des que va tornar de París i ho va fer a través d'aquests medis, com la il·lustració farmacèutica, la il·lustració editorial i el cartell d'interès social al que més esforços va dedicar aquests anys. El seu projecte d'identitat per l'empresa d'aparells d'alta fidelitat Industrias COSMO constitueix un exemple emblemàtic en la identitat corporativa i així va ser considerat a la seva època per les revistes especialitzades.
Quant a la investigació gràfica, els anuncis de COSMO, així com els que va dissenyar per als mitjons JORIGU, constitueixen l'últim estadi en la utilització del surrealisme com operació i enunciativa i el va portar fins a l'extrem utilitzant fotografies. Una altra investigació entorn de la visualització de conceptes abstractes està darrere dels treballs basats en una gran taca negra que dibuixa coses distingibles però inexistents. Juga molt de temps amb el negre, bé mitjançant contrastos entre forma i figura o bé amb les qualitats matèriques del negre retallant-lo o esquinçant papers. Però aquesta investigació, no només responia a aquesta preocupació pròpia dels dissenyadors per dominar les possibilitats expressives d'una sola tinta, sinó també a un determinat estat d'ànim davant de l'època, la situació i la realitat de la seva professió. A París descobrí a Jean-Paul Sartre i Miguel de Unamuno y Jugo els quals li van encomanar un sentit tràgic d'existència. Va sortir a la llum en moltes de les seves sèries de gravat i dibuixos amb temes com el saltimbanqui, els murs o les màscares, presents també en els seus dissenys per farmàcia.

## Obra en museus i col·leccions
La seva obra artística forma part de les col·leccions del MOMA de Nova York, del Baltimore Museum of Art, del MACBA. El 2012 va fer una donació d'obra pictòrica a la Fundació Carme i Lluís Bassat que ha estat exposada a la Nau Gaudí de Mataró en l'exposició “Col·lecció Bassat Art Contemporani de Catalunya (1980-1989)” I i II. El 2013 va fer una important donació de la seva obra com a dissenyador gràfic al Museu del Disseny de Barcelona, obra que ha estat àmpliament representada en l'exposició El disseny gràfic: d'ofici a professió (1940-1980), del 2014 al 2018.
Una part important de la seva producció en il·lustració per a la indústria farmacèutica es pot consultar a Fundació Uriach 1838.

## Premis i distincions[calcitació]
- 1954-1955 1r Premi del concurs de cartells Bodas de Oro de la Caja de Pensiones para la Vejez y de Ahorros de Cataluña y Baleares./ Premi del concurs de cartells Coñac Fundador. Pedro Domecq./ Premi del Concurs de cartells Vinos de La Rioja con sus vinos La Rioja le invita./ Premi del concurs de cartells Tibidabo Atalaya de Barcelona.
- 1956 1r Premi concurs de cartells Condal Vila de Ripoll./ Premi concurs de cartells Festes de la Mercè Ajuntament de Barcelona.
- 1960 Premi Sant Jordi de dibuix. Cercle Artístic de Sant Lluc.
- 1961 Premi Sant Jordi de pintura. Cercle Artístic de Sant Lluc./ 1r Premi concurs de cartells Nestlé La Lechera, un condensado de energias.
- 1962 2n Premi concurs de carteles Nestlé Combinación perfecta Nescafé-La Lechera./ Premi Delta de Plata ADI-FAD (felicitació nadalenca)/ Delta de plata ADI · FAD (logotip de Grafistes Agrupació FAD)
- 1964 Primer membre espanyol de Alliance Graphique Internationale (AGI)./ 1r Premi concurs de cartells Nestlé Solo la mejor es buena./ 1r Premi concurs de cartells SONIMAG 2.
- 1965 1r Premi del concurs de cartells SONIMAG 3.
- 1966 1r Premi del concurs de cartells SONIMAG 4./ 1r Premi el concurs de cartells HOGARHOTEL 7./ 1r Premi de cartells de la 2a Biennal Internacional d'Arts Aplicades de Punta del Este (Uruguai). /Premi de dibuix Ciutat de Barcelona. Ajuntament de Barcelona.
- 1970 Certificat d'Excelencia del American Institute of Graphic Arts (AIGA).
- 1973 Ingressa el llibre de bibliòfil Pla-Narbona, el decidit i lleial (1971), amb textos del doctor Domingo García-Sabell en el Museum of Modern Art de Nova York (MOMA).
- 1974 Certificat d'Excelencia de TOP SYMBOLS AND TRADEMARKS OF THE WORLD publicat per Deco Press (Milán).
- 1976 1r Premi del Concurs Internacional de Dibuix Inglada-Guillot.
- 1988 Merit award from the Art Directors Club 67th Annual Exhibition./ Josep Pla-Narbona illustrator/artist The haunted world of Josep Pla-Narbona for International Typeface Corp.
- 1990 Medalla del Foment de les Arts Decoratives de Barcelona per la seva trajectòria.
- 1991 La revista japonesa IDEA dedica en el número 228 l'apartat World Masters:10 a Pla-Narbona.
- 1992 Escollit com a representant de l'estat espanyol en el llibre The works of 12 European Community Graphic Designers publicat per Quon Editions (Canadá).
- 1996 Participa en l'exposició col·lectiva 1950-2000, cinco diseñadores gráficos al Palau Revillagigedo, Gijón. Va ser convidat juntament amb Amand Doménech, Enric Huguet, Joan Pedragosa i Tomás Vellvé.
- 2000 ADG-FAD li atorga un LAUS D'HONOR./ Convidat per la Societat Estatal pel Desenvolupament del Disseny i la Innovació (D.DI) a participar en l'exposició Signos del Siglo, 100 años de Diseño Gráfico en España realitzada en el Museo Nacional Centre d'Art Reina Sofía (Madrid). Set obres seves figuren en el seu catàleg.
- 2001 L'Associació Espanyola de Professionals del Disseny (AEPD) li atorga el Premi de Disseny 2001 juntament amb Pepe Cruz-Novillo.
- 2004 Premio Nacional de Diseño (BCD i Ministerio de Industria, Comercio y Turismo) Juntament amb Juan Gatti.[5]
- 2009 Mestre de la cadena del FAD
- 2011 Premi Il·lustra d'Or de l'Associació de Professionals Il·lustradors de Catalunya. Premis LAUS d'Honor ADG-FAD.
- 2012 Medalla d'Or del Cercle Artístic de Sant Lluc.
- 2019 Creu de Sant Jordi
- 2023 Nomenat Fill Predilecte de Sant Cugat de Vallès

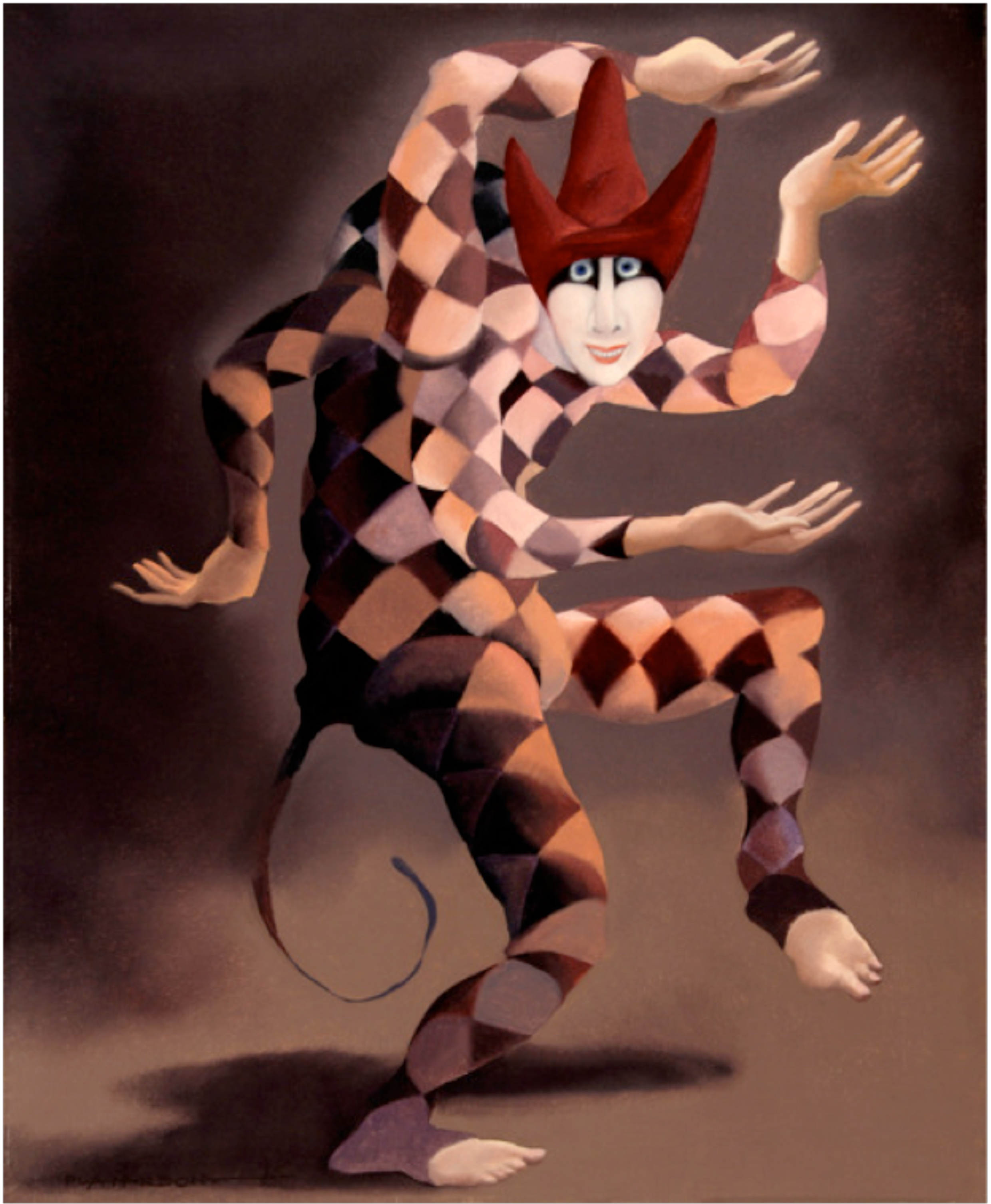
Arlequí

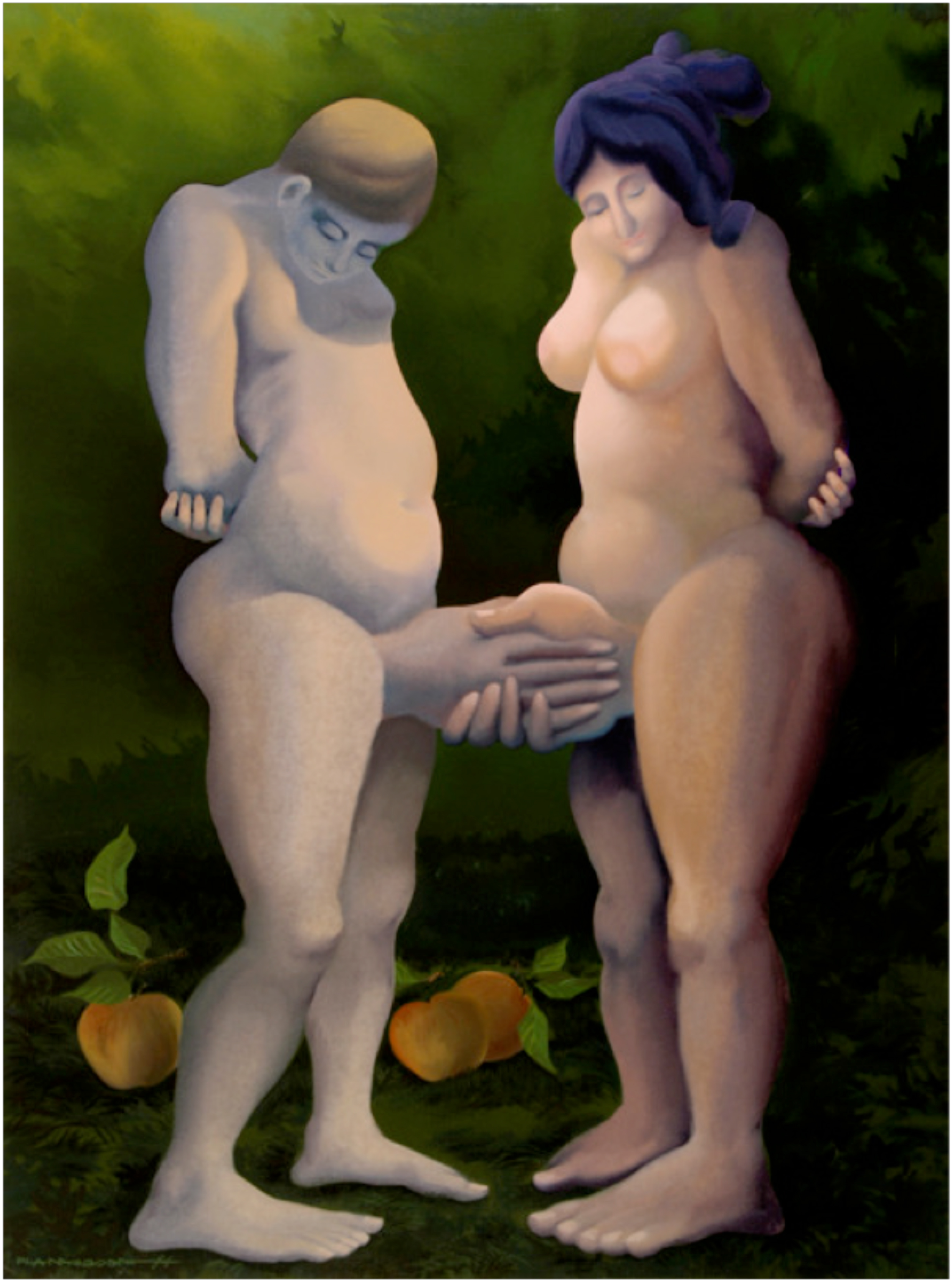
Adam i Eva